# Žarošice
Žarošice (německy Scharoschitz) jsou obec a poutní místo v okrese Hodonín v Jihomoravském kraji. Leží v oblasti Ždánického lesa, dvanáct kilometrů západně od Kyjova. Obcí protéká Zdravovodský potok. Žije zde přibližně 1 100 obyvatel. Je členem sdružení Mikroregion Ždánicko a Sdružení obcí Severovýchod. Jedná se o vinařskou obec ležící na Slovácku ve vinařské oblasti Morava, podoblasti Slovácké (Maliny, Syslůvky, Staré hory, Nové hory). Sousedními obcemi sídla jsou Archlebov, Dambořice, Heršpice, Mouřínov, Ždánice a Uhřice.

## Název
V písemných dokladech ze 14. a 15. století má jméno podobu Žarušice. Jeho základem bylo zřejmě osobní jméno Žaruš totožné s obecným žaruš - "pryskyřník" nebo méně pravděpodobně jméno Žaruch (odvozené od obecného žár). Výchozí podoba jména byla Žarušici, bylo to pojmenování obyvatel vsi a znamenalo "Žarušovi (Žaruchovi) lidé". Změna samohlásky ve druhé slabice (poprvé doložena začátkem 16. století) je vliv jiných místních jmen zakončených na -ice, které měly ve druhé slabice o (Dambořice, Šitbořice, Bošovice apod.).

## Historie
První písemná zmínka o obci pochází z roku 1322 (Saruschicz). V roce 1862 byly Žarošice povýšeny na městys. V roce 1952 byla založena budova nové školy. V roce 1962 bylo založeno muzeum obce.

## Obyvatelstvo
| Rok            | 1869  | 1880  | 1890  | 1900  | 1910  | 1921  | 1930  | 1950  | 1961  | 1970  | 1980  | 1991  | 2001 | 2011  | 2021  |
| -------------- | ----- | ----- | ----- | ----- | ----- | ----- | ----- | ----- | ----- | ----- | ----- | ----- | ---- | ----- | ----- |
| Počet obyvatel | 1 300 | 1 453 | 1 582 | 1 559 | 1 634 | 1 587 | 1 525 | 1 378 | 1 427 | 1 274 | 1 101 | 1 009 | 989  | 1 020 | 1 075 |
| Počet domů     | 291   | 313   | 330   | 340   | 339   | 343   | 366   | 397   | 385   | 360   | 336   | 389   | 379  | 324   | 426   |

## Obecní správa

### Části obce
- Žarošice
- Silničná
- Zdravá Voda

### Obecní symboly
Znak a vlajka byly obci uděleny rozhodnutím předsedy Poslanecké sněmovny Parlamentu České republiky dne 26. května 2000.

## Pamětihodnosti
- Kostel sv. Anny byl postaven v roce 1801 na místě staršího kostela, který roku 1797 vyhořel. V sousední obci Silničná bylo od počátku 14. století významné poutní místo.[8] [9] Roku 1785 byla ze Silničné do žarošského kostela přenesena socha Staré Matky Boží a poutníci začali přicházet sem. Socha vysoká 142 cm pochází z roku 1325 a je vyřezána z jednoho kusu dřeva. Při své návštěvě Svatého Kopečku u Olomouce 21. května 1995 sochu korunoval papež Jan Pavel II. V roce 1967 bylo u kostela vybudováno prostranství pro místní poutě. Události z dějin poutního místa jsou vyobrazeny ve výklencích obvodové zdi. Před kostelem jsou barokní sochy sv. Josefa, Pavla, Rocha a sousoší sv. Anny a Jana Nepomuckého. Novodobá je socha sv. Petra. Za kostelem na prostranství se nachází 14 kapliček s mozaikami křižové cesty od Antonína Kloudy z Prahy.[10][11]
- Muzeum obce z roku 1960 s komunitním centrem.[12] V muzeu kromě stálé expozice, kterou tvoří např. výrobky a nástroje řemeslníků nebo archeologické nálezy, můžete v průběhu roku navštívit četné výstavy výtvarníků, nejenom těch, kteří mají kořeny v Žarošicích.
- Pískovcový kříž u kostela (1844)
- Vrchnostenský úřední dům, č. 76 (1699) – nejstarší budova v Žarošicích, po bitvě u Slavkova zde přenocoval císař František I. Rakouský

## Galerie

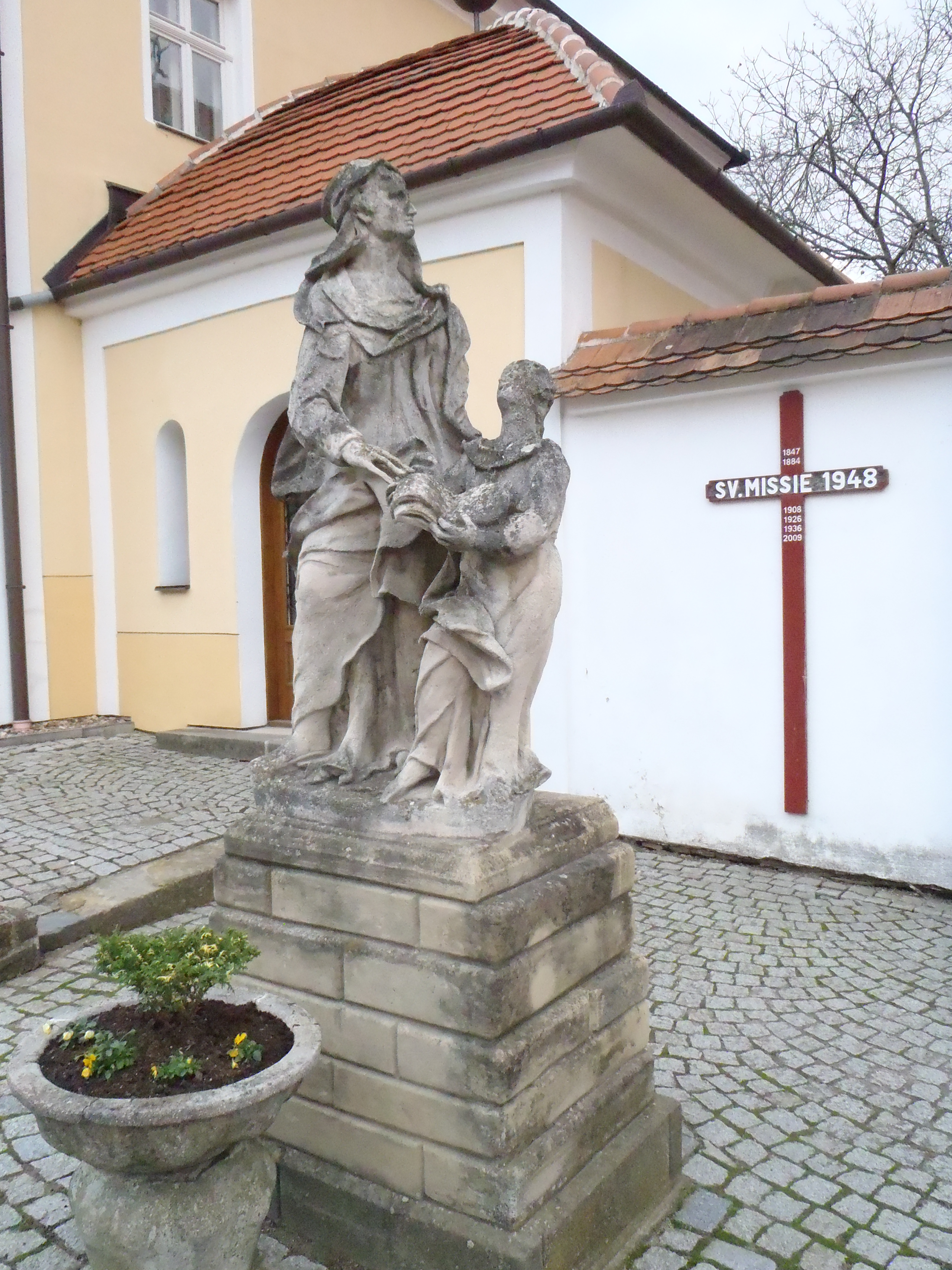
Sousoší sv. Anny a Panny Marie
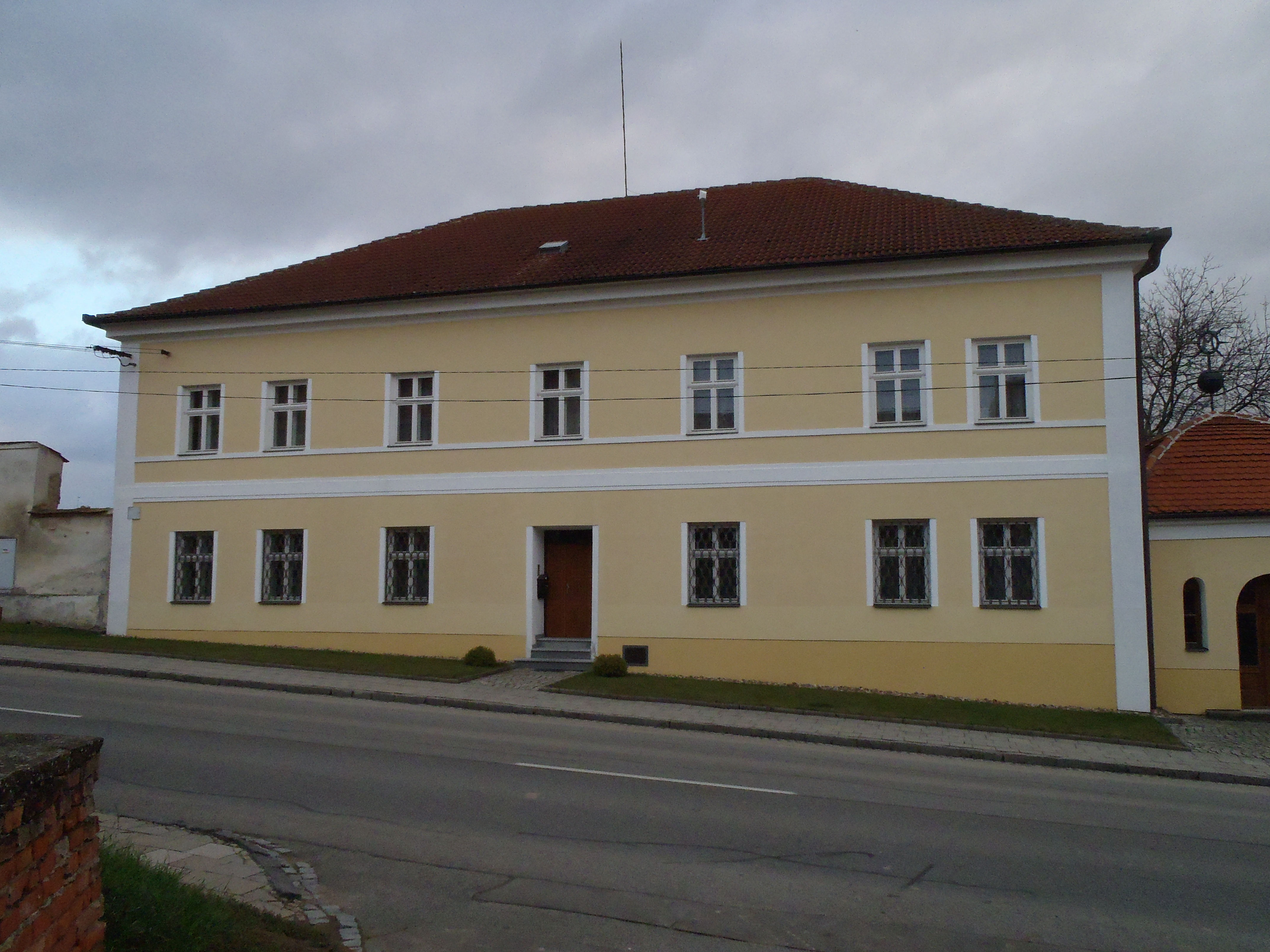
Fara
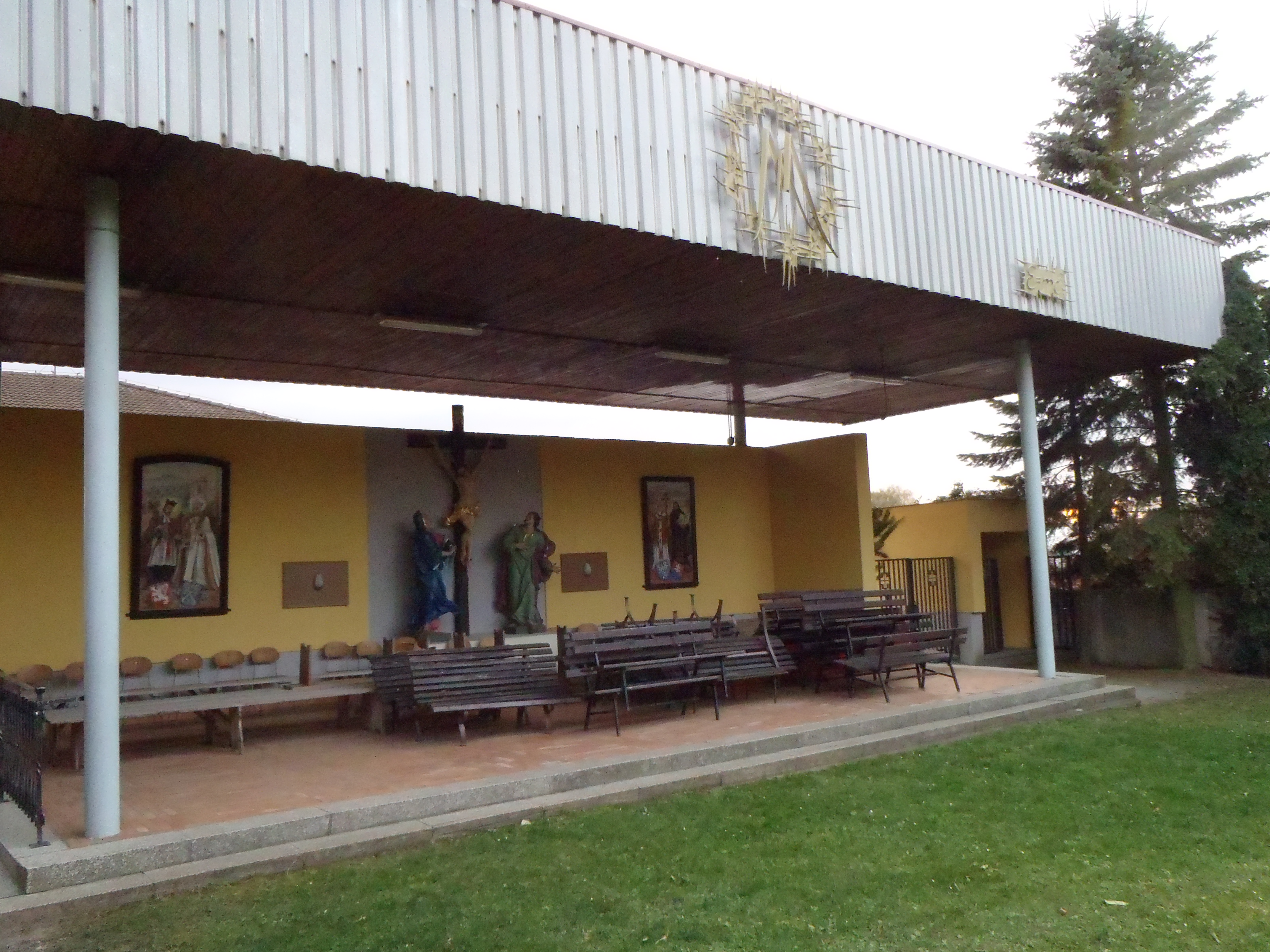
Poutní areál
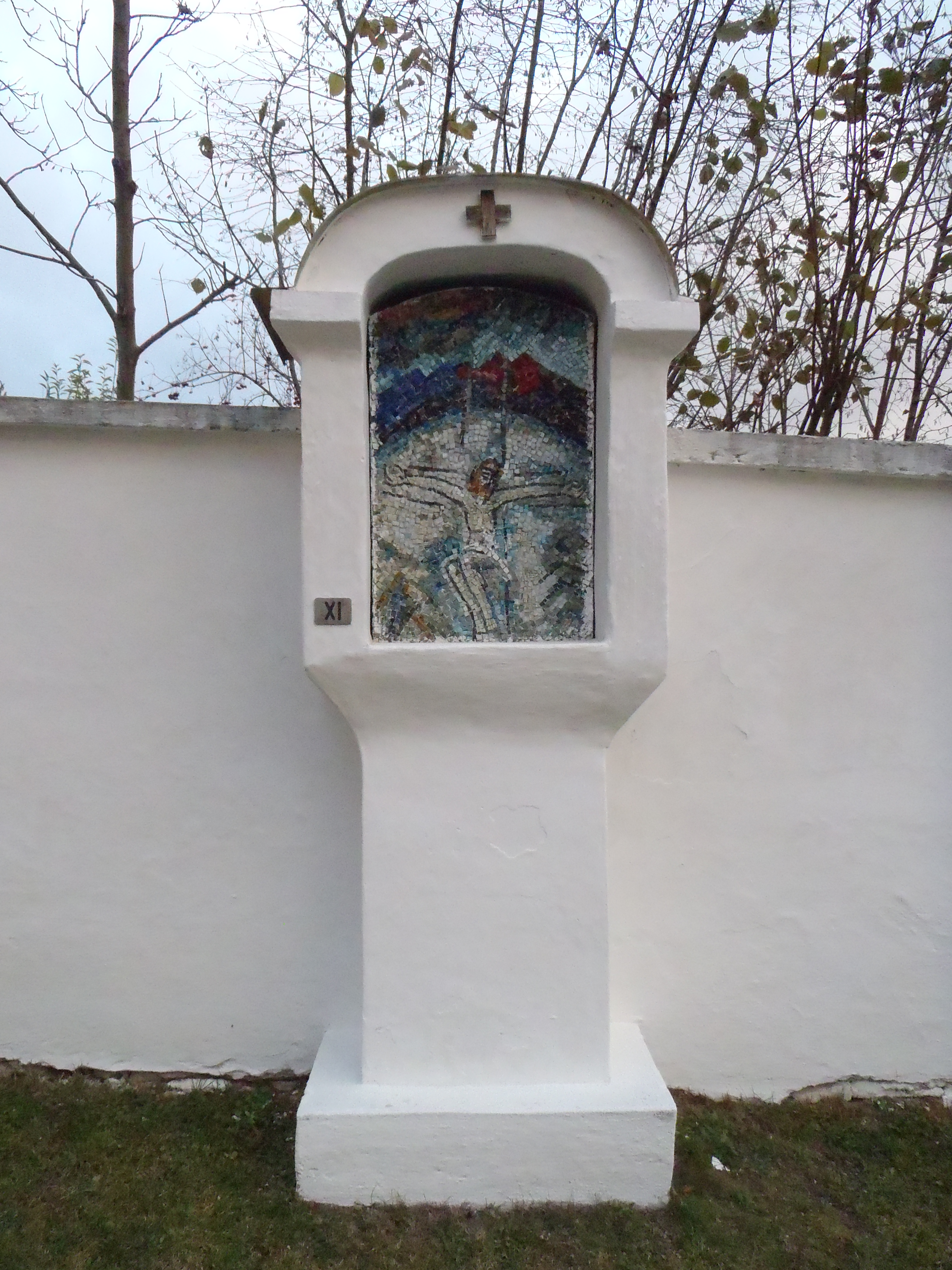
Zastavení křížové cesty

## Osobnosti
- Karel Bělohoubek (1942–2016), hudební skladatel, dirigent Ústřední hudby Armády České republiky
- Zdeněk Blažek (1905–1988), hudební skladatel a teoretik, ředitel brněnské konzervatoře, čestný občan obce Žarošice
- Václav Broukal (1894–1972), kronikář, sběratel, čestný občan obce Žarošice
- Josef Frydrych (1880–1966), správce statku Augusta Hemerky – šlechtice za Stanmíru ve Slaném u Kladna, statků Jana II. z Lichtenštejna[13] a velkostatkář
- P. František Hanzl (1887–1961), farář, konsistorní rada, budovatel obce, čestný občan obce Žarošice
- P. Marian Rudolf Kosík, O.Praem. (* 1951), farář, iniciátor korunovace Staré Matky Boží Žarošské papežem Janem Pavlem II. v roce 1995, autor publikace Papežská korunovace Staré Matky Boží Žarošské Divotvůrkyně Moravy (1999), čestný občan obce Žarošice
- Rudolf Malík (1875–1969), český politik a poslanec, poslední žijící člen někdejší rakouské říšské rady.[14]
- Theodor Martinů (1844–1907), rektor školy, varhaník, zakladatel pěvecko-čtenářského spolku Lumír
- PhDr. Josef Maria Miroš Handlíř-Mouřínovský (1893–1959), farář, publicista
- Josef Skulínek (1873–1948), nadučitel, varhaník, první kronikář Žarošic, čestný občan obce Žarošice
- Jaroslav Vlach (1913–1995), publicista, archivář
- Jiří Vlach (* 1946), sochař, medailér a pedagog
- Tomáš Ždánský (1915–1998), arcikněz, děkan, publicista, čestný občan obce Žarošice
- Akad. malíř Josef Konečný (1909–1989), autor opony Vlast v Žarošicích a mnoha obrazů s motivy rodné obce[15]
- Josef Pohanka (kněz v letech 2001-2022)

## Doprava
Vesnice leží na silnici první třídy I/54, začíná a končí zde silnice druhé třídy II/419. Obsluhují jí autobusové spoje linek 106, 655, 660 ty jsou zaintegrovány v IDS JMK.

## Těžba ropy
Žarošice jsou spolu s Uhřicemi a Dambořicemi jednou z lokalit v okrese Hodonín, kde po roce 2016 pokračovala těžba ropy. Společnost Moravské naftové doly počátkem roku 2017 zahájila u Žarošic průzkumný vrt za použití nové mobilní ropné vrtné soustavy MD-150.

### Periodika
- Náš domov, věstník farnosti žarošické (1946–1949)
- Dopisy Od Hradské cesty (1949–1953)
- Od Hradské cesty (1956–1995)
- Organizační zprávy (1957–1976)
- Zpravodaj (1978–1982)
- Věstník Historicko-vlastivědného kroužku v Žarošicích (1990–2015)
- Věstník Historicko-vlastivědného spolku Žarošice (2016–dosud)
- Hlas od Panny Marie, farní občasník (1993–dosud)
- Památníkový zpravodaj, občasník Žaruchu (2003–?)